# Secours national
Le Secours national est un organisme de solidarité qui précède l'Entraide française de 1914 à 1944.

## Histoire

### Première Guerre mondiale

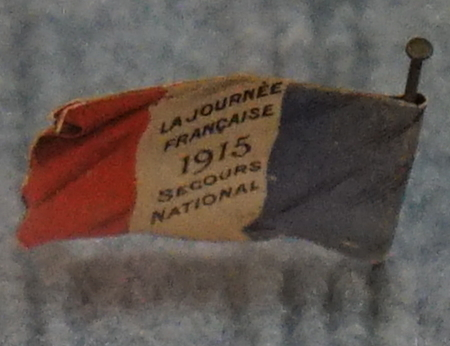
La Journée francaise - 1915 - Secours national.

Le Secours national est un organisme français créé le 4 août 1914, à l'initiative d'Albert Kahn (trois jours après la déclaration de la Première Guerre mondiale), chargé d'apporter de l'aide aux militaires, à leurs familles ainsi qu'aux populations civiles victimes, en épaulant les services sociaux.
Il fit l'objet d'un appel lancé par L'Homme enchaîné, afin de recueillir des vêtements à envoyer aux soldats, qui manquaient de vêtements chauds dans les tranchées.
Le mathématicien Paul Appell en est le premier président,. Un décret du 29 septembre 1915 le reconnaît d'utilité publique.

### Seconde Guerre mondiale
Au début de la Seconde Guerre mondiale, l’institution est réactivée par un décret du 19 octobre 1939. 
Par un décret du 20 mai 1940, une ouverture de crédit de 50 millions de francs est allouée au Secours national. 
Un autre décret, en date du 23 juillet 1940, attribue à l’organisme le produit de la liquidation des biens des Français déchus de leur nationalité. 
Le décret du 4 octobre 1940, lendemain de la promulgation du premier statut des Juifs, place le Secours national sous la haute autorité du maréchal Pétain.

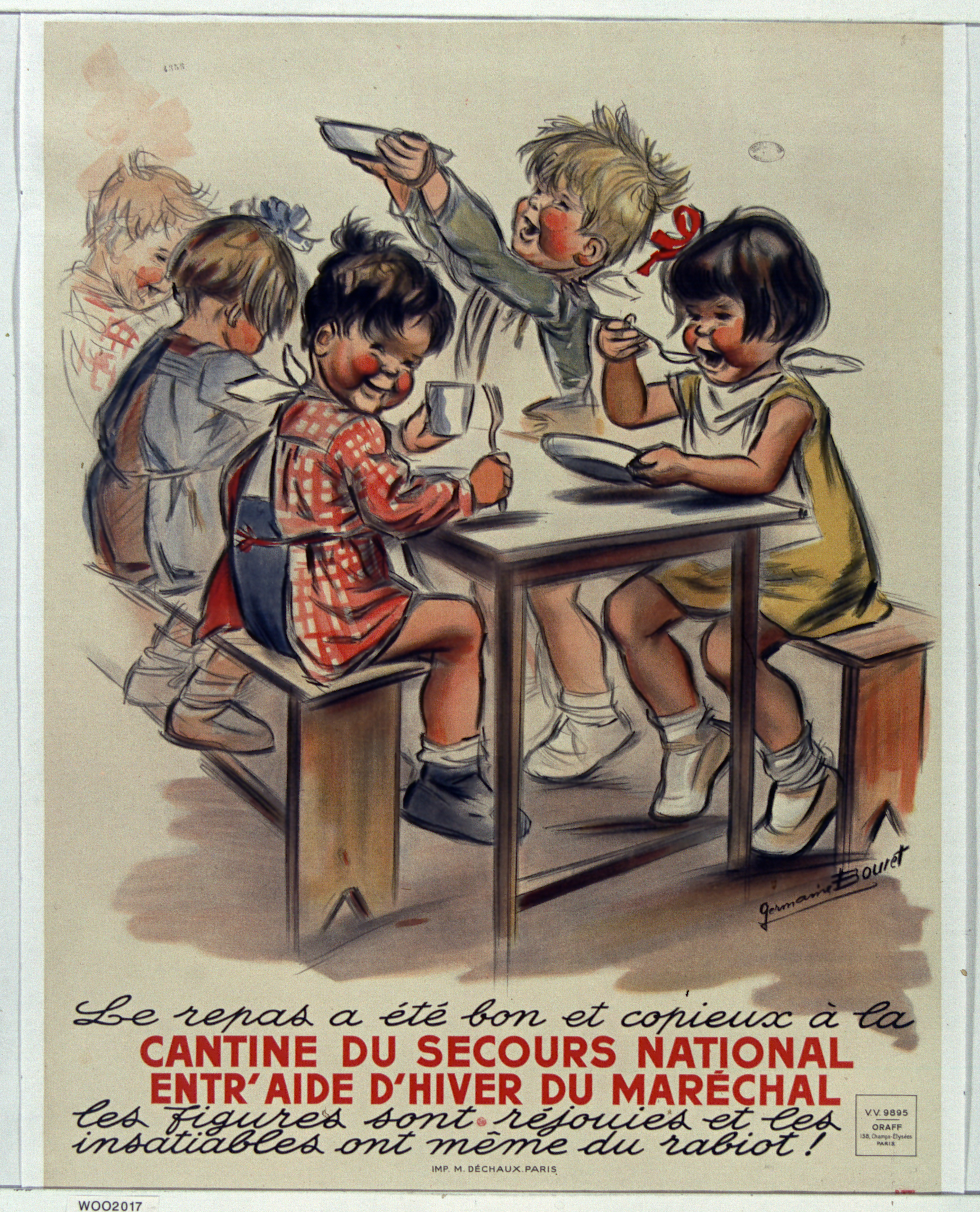
Affiche de propagande sous le régime de Vichy, dessinée par Germaine Bouret, célébrant les cantines du Secours national organisées dans le cadre de « l'entraide d'hiver du Maréchal ».

Durant la guerre, le Secours national est dirigé au niveau national par Georges Pichat, ancien vice-président du Conseil d'État, assisté dans sa tâche par Jean Toutée, membre également du Conseil d'État. 
Le Secours national échappe au contrôle des préfets régionaux.
L’organisme, puissant instrument de propagande, prend une importance croissante au fil des années de la collaboration. 
Il a le monopole des appels publics à la générosité et bénéficie de subventions de l'État et des collectivités locales. 
Le produit de la loterie nationale lui est attribué à partir d'octobre 1940,,,,.
L'organisme fait appel aux talents des artistes du temps pour l'élaboration des affiches d'appels aux dons ; parmi eux, Yves Corbassière a élaboré une lithographie en couleurs pour le Noël du Maréchal 1942. 
Il agit aussi sous le nom d'« Entraide d'hiver du Maréchal » (l'Allemagne nazie avait à partir de 1933 le « Winterhilfswerk » ; les Pays-Bas occupés eurent le « WinterHulp »).
En 1944, après la Libération, il devient l'Entraide française. 
Charles de Gaulle nomma Raoul Dautry à sa tête, puis Justin Godart.